# Danny van Poppel
Danny van Poppel (født 26. juli 1993) er en hollandsk professionel cykelrytter, som cykler for det professionelle cykelhold Red Bull-Bora-Hansgrohe.